# Кирия, Орест Бегларович
Орест Бегларович Кирия (1903 год, село Урта, Зугдидский уезд, Кутаисская губерния, Российская империя — неизвестно, село Урта, Зугдидский район, Грузинская ССР) — звеньевой колхоза «Коммунизм» Зугдидского района, Грузинская ССР. Герой Социалистического Труда (1948).

## Биография
Родился в 1903 году в крестьянской семье в селе Урта Зугдидского уезда. С раннего возраста трудился в сельском хозяйстве. Во время коллективизации вступил в товарищество по совместной обработке земли, которое позднее было преобразовано в колхоз «Коммунизм» Зугдидского района. В послевоенное время — звеньевой полеводческого звена в этом же колхозе.
В 1947 году звено под его руководством собрало в среднем с каждого гектара по 71,1 центнера кукурузы на участке площадью 3 гектара. Указом Президиума Верховного Совета СССР от 21 февраля 1948 года удостоен звания Героя Социалистического Труда за «получение высоких урожаев кукурузы и пшеницы в 1947 году» с вручением ордена Ленина и золотой медали «Серп и Молот» (№ 797).
Этим же указом званием Героя Социалистического Труда были награждены труженики колхоза имени «Коммунизм» бригадир Яков Зосимович Кирия и звеньевой Акакий Леванович Кохачия.
После выхода на пенсию проживал в родном селе Урта Зугдидского района. Дата смерти не установлена.